# 古斯塔夫·比沙尔
古斯塔夫·比沙尔（法語：Gustave Buchard，1890年2月17日—1977年2月18日），法国男子击剑运动员。他曾代表法国参加1920年夏季奥林匹克运动会击剑比赛，获得男子个人重剑和男子团体重剑铜牌。